# Klasztor karmelitanek bosych we Wrocławiu
Klasztor karmelitanek bosych we Wrocławiu – dom i wspólnota zakonna sióstr karmelitanek bosych, znajdujące się we Wrocławiu przy ul. Karłowicza 1. Posiada wezwanie Matki Bożej Pośredniczki Łask i św. Józefa.

## Historia
Pierwszy karmel został ufundowany w 1933 roku w Pawłowicach pod Wrocławiem. Siostry przybyły z klasztoru w Kolonii-Lindenthal (tego samego, w którym wówczas przebywała wrocławianka św. Edyta Stein). W 1941 władze hitlerowskie zamknęły klasztor, a siostry zostały umieszczone w domu zakonnym urszulanek we Wrocławiu. Młodsze zakonnice posługiwały w szpitalach jako pielęgniarki. Po włączeniu miasta w granice Polski prowincjał karmelitów o. Józef Prus zaproponował, aby wznowić fundację wraz z karmelitankami z krakowskiej Wesołej. Nową siedzibą stał się obiekt przy ul. Bolesława Biegasa 2 na Dąbiu. Na skutek polityki władz komunistycznych niemieckie karmelitanki zostały zmuszone opuścić państwo polskie. Wobec tego do Wrocławia przybyły mniszki z karmelu wileńskiego, dotychczas przebywające również w Krakowie. 8 grudnia 1948 roku dokonano fundacji nowego klasztoru przy ul. Karłowicza, w zniszczonej willi będącej siedzibą gauleitera NSDAP na Dolnym Śląsku Karla Hanke. Uroczystego aktu poświęcenia domu i kaplicy dokonał administrator archidiecezji wrocławskiej ks. Karol Milik. Fundatorką była późniejsza pierwsza przełożona wrocławskiej wspólnoty m. Maria Józefa od Przebicia Serca Św. Teresy (w świecie Albina Nowosielska). Niemieckie karmelitanki ostatecznie osiadły w klasztorze w Witten. W kolejnych latach siostry założyły nowe wspólnoty zakonne w Kielcach (1958) i Katowicach (1989).
W 2008 roku wrocławski klasztor odwiedził Dalajlama XIV.

## Działalność
Mniszki karmelitanki bose zgodnie z charyzmatem zakonu podejmują dozgonne życie modlitewne w duchu milczenia, samotności i umartwienia. Żyją w klauzurze papieskiej, nie opuszczając klasztoru. Wrocławskie siostry zajmują się również wyrabianiem różańców oraz szyciem szat liturgicznych. Nie podejmują natomiast zadań zewnętrznych o charakterze apostolskim. Kaplica w klasztorze jest otwarta dla wiernych podczas sprawowania Mszy świętych w dni powszednie o godz. 7:30, a w niedziele o godz. 9:00.